# Yanshou
Yanshou (延壽縣 / 延寿县,  Yánshòu Xiàn) ist ein Kreis der Unterprovinzstadt Harbin in der nordostchinesischen Provinz Heilongjiang. Er hat eine Fläche von 3.080 km² und zählt 182.725 Einwohner (Stand: Zensus 2020). Sein Hauptort ist die Großgemeinde Yanshou.

## Administrative Gliederung
Auf Gemeindeebene setzt sich der Kreis aus fünf Großgemeinden, vier Gemeinden und einer Staatsfarm zusammen. Diese sind: 
- Großgemeinde Yanshou (延寿镇), Sitz der Kreisregierung;
- Großgemeinde Jiaxin (加信镇);
- Großgemeinde Liutuan (六团镇);
- Großgemeinde Yanhe (延河镇);
- Großgemeinde Zhonghe (中和镇);
- Gemeinde Anshan (安山乡);
- Gemeinde Qingchuan (青川乡);
- Gemeinde Shoushan (寿山乡);
- Gemeinde Yuhe (玉河乡);
- Staatsfarm Qingyang (庆阳农场).